# Rudolf von Schön
Rudolf Karl Leopold von Schoen (* 6. Oktober 1810 in Friedrichsgabe; † 8. September 1891 in Berlin) war ein preußischer General der Kavallerie.

## Leben
Er war der Sohn von Ferdinand Leopold von Schoen (1774–1851), preußischer Oberstleutnant a. D., und dessen Ehefrau geb. von Stenzler.
Schoen studierte Rechtswissenschaft in Georg-August-Universität Göttingen, der Rheinischen Friedrich-Wilhelms-Universität Bonn und der Albertus-Universität Königsberg. Er war Mitglied des Corps Borussia Göttingen (1825) und des Corps Littuania (1829). Schoen trat am 15. November 1829 als Einjährig-Freiwilliger in das 3. Kürassier-Regiment der Preußischen Armee ein. Hier wurde er am 12. November 1831 zum Portepeefähnrich und am 15. August 1832 zum Sekondeleutnant befördert. Nachdem er 1841 zur Lehreskadron, 1844 noch einmal als Hilfslehrer ebendort kommandiert wurde, avancierte er am 15. Februar 1845 zum Premierleutnant. Ab dem 17. Juli 1845 war er Reitlehrer bei der Lehreskadron und kehrte mit deren Auflösung am 26. Mai 1849 zum 3. Kürassier-Regiment zurück. Er wurde dann am 9. Oktober 1849 als Lehrer zur neuen Militärreitschule in Schwedt kommandiert und stieg am 22. April 1851 unter Belassung in seinem Kommando zum Rittmeister auf, wurde gleichzeitig aber dem 2. Kürassier-Regiment aggregiert. Mit seiner Beförderung zum Major wurde er auch Eskadronchef im 2. Dragoner-Regiment, wechselte dann aber am 1. November 1856 als etatmäßiger Stabsoffizier zum 6. Ulanen-Regiment. Schoen wurde am 12. März 1859 mit der Führung des 5. Kürassier-Regiment beauftragt und am 11. Juni desselben Jahres zum Regimentskommandeur ernannt. Am 1. Juli 1860 erfolgte sein Beförderung zum Oberstleutnant, die zum Oberst am 18. Oktober 1861. Schoen wurde am 11. November 1862 mit dem Orden der Heiligen Anna II. Klasse mit Krone geehrt. Am 3. März 1866 wurde er Kommandeur der 10. Kavallerie-Brigade in Posen. In dieser Funktion nahm er 1866 während des Krieges gegen Österreich an der Schlacht bei Königgrätz und dem Gefecht bei Tobitschau teil. Am 6. September 1866 wurde er zur Abteilung des Remontewesens im Kriegsministerium kommandiert und am 20. September für seine Leistungen während des Krieges mit dem Kronenorden II. Klasse mit Schwertern ausgezeichnet. Noch im selben Jahr, am 3. November wurde er zum Remonte-Inspekteur ernannt. Schoen nahm 1870/71 am Krieg gegen Frankreich teil. Am 20. Juli 1870 erfolgte die Beförderung zum Generalleutnant und am 29. März 1871 die Verleihung des Sterns zum Kronenorden II. Klasse. Zuletzt hat er am 18. Januar 1874 den Roten Adlerorden I. Klasse erhalten. Am 19. August 1875 wurde er schließlich unter Verleihung des Charakters als General der Kavallerie mit Pension zur Disposition gestellt.
Seine letzte Ruhe fand er mit der Beisetzung am 11. September 1891 auf dem Militärfriedhof in der Berliner Hasenheide.